# カーステン・フィッシャー＝マースターズ
カーステン・フィッシャー＝マースターズ（Kirsten Fisher-Marsters、1998年2月11日 - ）は、クック諸島の競泳選手。ニュージーランドのオークランド出身。2021年の東京オリンピックの女子100m平泳ぎに出場し、予選で自己ベストを更新した。開会式では同じく競泳選手のウェスリー・ロバーツと共に旗手を務めた。

## 主な戦績
| 年   | 大会                   | 開催地           | 種目                     | 順位            | 記録      | 備考     |
| ---- | ---------------------- | ---------------- | ------------------------ | --------------- | --------- | -------- |
| 2018 | コモンウェルスゲームズ | ゴールドコースト | 50m平泳ぎ                | 予選敗退 (22位) | 33秒84    |          |
| 2018 | コモンウェルスゲームズ | ゴールドコースト | 100m平泳ぎ               | 予選敗退 (24位) | 1分15秒41 | 自己記録 |
| 2019 | 世界水泳選手権         | 光州             | 50m平泳ぎ                | 予選敗退 (40位) | 34秒44    |          |
| 2019 | 世界水泳選手権         | 光州             | 100m平泳ぎ               | 予選敗退 (49位) | 1分17秒19 |          |
| 2021 | オリンピック           | 東京             | 100m平泳ぎ               | 予選敗退 (36位) | 1分13秒98 | 自己記録 |
| 2022 | 世界水泳選手権         | ブダペスト       | 50m平泳ぎ                | 予選敗退 (42位) | 34秒17    |          |
| 2022 | 世界水泳選手権         | ブダペスト       | 100m平泳ぎ               | 予選敗退 (44位) | 1分15秒57 |          |
| 2022 | コモンウェルスゲームズ | バーミンガム     | 50m平泳ぎ                | 予選敗退 (18位) | 33秒61    |          |
| 2022 | コモンウェルスゲームズ | バーミンガム     | 100m平泳ぎ               | 予選敗退 (18位) | 1分15秒02 |          |
| 2022 | コモンウェルスゲームズ | バーミンガム     | 混合4×100mメドレーリレー | 予選敗退 (12位) | 4分13秒09 |          |

## 記録
| 種目          | 記録      | 年月日        | 場所               | 備考 |
| ------------- | --------- | ------------- | ------------------ | ---- |
| 50m自由形     | 28秒37    | 2021年5月29日 | ニュージーランド   |      |
| 100m自由形    | 1分02秒81 | 2022年2月26日 | ニュージーランド   |      |
| 50m平泳ぎ     | 33秒46    | 2021年4月8日  | ニュージーランド   |      |
| 100m平泳ぎ    | 1分13秒98 | 2021年7月25日 | 日本               |      |
| 200m平泳ぎ    | 2分48秒78 | 2022年2月25日 | ニュージーランド   |      |
| 50mバタフライ | 31秒38    | 2018年6月26日 | パプアニューギニア |      |